# Krupka András
Krupka András, teljes nevén: Krupka András Szilveszter, névváltozatai: K. Kovács András, K. Kovács Andor (Nagyvárad, 1878. június 30. – Budapest, 1950. május 24.) színész, rendező, filmlaboratórium-igazgató.

## Életpályája
Szülei Krupka Szilveszter gyógykovács és Roszpara Anna. Testvérei Krupka József és Kovács Gusztáv filmlaboratórium-alapító voltak. A Vígszínház színiiskolájának elvégzése után a Bonbonniére kabaréhoz szerződött, ahol felvette a K. Kovács Andor nevet. 1911-ben a Király Színház és a Magyar Színház tagja lett, ahol a Luxemburg grófjában 250-szer alakította Brisard festő szerepét. Később megvált a Király Színháztól, ekkor több szkeccsfilmben is szerepelt.
A filmszínészi és rendezői munkássága alatt szert tett filmtechnikai ismereteinek birtokában megérlelődött benne a gondolat önálló filmgyár alapítására. Két fivérével, Krupka Józseffel és Kovács Gusztávval 1915. február 15-én kezdte meg vállalkozását Krupka Filmgyár és Filmlaboratórium néven. Az első időkben különösképpen szatirikus jellegű trükkfilmekkel tűnt fel. 1916-ban átvette két testvérének részét is és ettől kezdve az 1949. július 14-i államosításig a Krupka házaspár vezette a vállalatot. Nem egészen egy évvel később érte a halál.
1924-ben szemérem elleni erőszak miatt bíróság elé idézték. 1939-től a Színház- és Filmművészeti Kamara filmművészeti főosztályának egyik ügyvezetője volt.

### Magánélete
Házastársa Serfőző Mária (1883–1957) színésznő volt, Serfőző Gyula és sekei Szőkey Hermin lánya, akit 1907. november 24-én Budapesten, a Józsefvárosban vett feleségül.
Gyermekei:
- Krupka Piroska Katalin (1909–1988), férjezett neve Tóth Lászlóné
- Krupka Bianka Antónia Mária (1910–?)

## Filmszerepei
- Ma és holnap (1912) – inas
- Feleségem hű asszony (1912, szkeccs) – nagybácsi
- Gazdag ember kabátja (1912, szkeccs) – gazdag ember
- A gyilkos (1912, szkeccs) – Kerekes Tódor
- Krausz doktor a vérpadon (1913, szkeccs)
- Robinson Krausz (1913, szkeccs)
- Veisz Pista, a huszár (1913, szkeccs) – detektív
- Az apostol (1914) – Petőfi / Apostol
- Ne bántsd a magyart! (1914) – Istenes János
- Vitéz László (1917, szkeccs) – Vitéz László
- Az iglói diákok (1918) – pedellus
- A drótostót (1918)
- Alraune (1918) – Petersen tanárségéd
- Tilos a csók (1919) – belügyminiszter
- Tegnap (1919)

## Rendezőként
- Gazdag ember kabátja (1912, szkeccs)
- A gyilkos (1912, szkeccs)
- Asta Nielsen (1913, szkeccs)
- Weisz Pista, a huszár (1913, szkeccs)
- Robinson Krausz (1913 – egyes források szerint)